# Missing Piece
Missing Piece (estilizado em maiúsculas) é o sexto álbum de estúdio do músico japonês Kyosuke Himuro, lançado em 30 de setembro de 1996.

## Recepção
Alcançou a primeira posição na Oricon Albums Chart e ficou na parada por dez semanas. A RIAJ certificou o disco como platina dupla um mês depois do lançamento.
CD Journal elogiou os vocais de Himuro em Missing Piece.

## Faixas
Os títulos das canções são estilizados em maiúsculas.
| N.º            | Título                                  | Duração |  |
| 1.             | "Stay"                                  | 4:27    |  |
| 2.             | "Pleasure Skin"                         | 3:56    |  |
| 3.             | "Missing Piece"                         | 5:27    |  |
| 4.             | "Tamashī o daite kure" (魂を抱いてくれ) | 5:19    |  |
| 5.             | "Waltz"                                 | 6:34    |  |
| 6.             | "If You Still Shame Me"                 | 5:36    |  |
| 7.             | "Midnight Eve"                          | 5:10    |  |
| 8.             | "Squall"                                | 4:10    |  |
| 9.             | "Naked King on the Blind Horse"         | 4:20    |  |
| 10.            | "Naked King on the Blind Horse" (remix) | 4:26    |  |
| Duração total: | Duração total:                          | 49:29   |  |